# Primeval: New World
Primeval: New World (Conocida como Primeval: El Nuevo Mundo en España y Primeval: Invasión Jurásica en Latinoamérica) es una serie de televisión de Ciencia ficción creada por Judith y Garfield Reeves-Stevens y transmitida en Canadá, y en el Reino Unido al mismo tiempo. Al igual que su predecesora Primeval, la premisa de la Primeval: New World trata sobre un equipo de personas que tienen que lidiar con los animales del pasado y del futuro que viajan a través del tiempo hasta nuestros días a través de las anomalías. El 21 de febrero de 2013, se anunció que la serie fue cancelada después de una temporada debido al bajo índice de audiencia.

## Argumento
Los animales (y en algunos casos personas) del pasado y del futuro viajan a través del tiempo hasta nuestros días a través de las anomalías, fenómenos ficticios que actúan como portales a través del tiempo. Situada en Vancouver, Columbia Británica, sigue la vida de Evan Cross, un inventor de software que se encontró con una anomalía hace seis años, y de su equipo llamado "Grupo de Proyectos Especiales" que investigan las anomalías mientras estás comienzan abriéndose paso por Canadá, trayendo consigo innumerables criaturas del pasado.

## Producción

### Desarrollo
Primeval: New World fue creada por Judith y Garfield Reeves-Stevens. Tim Haines firmó como productor ejecutivo, con Martin Wood y Gillian Horvath. 13 episodios fueron encargados para la primera temporada. Katie Newman de Impossible Pictures declaró el tono será "más viejo, más oscuro y más aterrador" que el original. Haines previo algún cruce con su predecesora Primeval, pero afirmó que la historia sería sobre todo autónoma, y la describió como un spin-off en la línea de CSI: Crime Scene Investigation.

### Filmación
El rodaje estaba previsto para comenzar en Vancouver a finales del 2011, pero se puso en marcha el 7 de marzo de 2012. La mayor parte de la filmación se llevó a cabo en zonas urbanas fuera de la ciudad, lugares que incluyen: Stanley Park, Granville Island, BC Place Stadium y el Britannia Beach mines. Impossible Pictures, comenzó a trabajar en los guiones, en octubre de 2011. Los proyectos finales fueron escritos por Horvath, Wood, Peter Hume, Jon Cooksey, Sarah Dodd, Katherine Collins, y Judith y Garfield Reeves-Stevens, con Wood, Amanda Tapping, Andy Mikita y Mike Rohl firmando para dirigir. El rodaje de la primera serie terminó el 18 de julio de 2012.

## Elenco
- Niall Matter como Evan Cross: Un inventor especializado en software.[7] Cross inició la búsqueda de anomalías después de encontrarse con un Albertosaurus seis años antes del inicio de la serie, perdiendo en este suceso a su esposa. Un laboratorio en su compañía, Cross Photonics, es utilizado como la base del equipo. Matter citó las secuencias de acción como su razón para unirse al espectáculo, y él realizó muchos de los trucos de su personaje.
- Sara Canning como Dylan Weir: Segura, deportiva, y aventurera, más cómoda en el desierto que en la ciudad. Su amor por los animales la llevó a una carrera como oficial de control de depredadores, manejar a animales silvestres que se han apartado de sus hábitats - pero nada podría haberla preparado para hacer frente a los dinosaurios sueltos en el centro de Vancouver. Dylan es el instinto frente a Evan de hiper-intelectualismo, ella es el centro de la cabeza. Su fascinación por el comportamiento de los animales da su aguda comprensión de sus amigos y colegas - a menudo más de lo que quisieran. Canning investiga los aspectos del papel en contacto con su tía, una guardabosques en Nuevo Brunswick, que era capaz de proporcionarle información sobre los equipos y la formación del personaje.
- Danny Rahim como Mac Rendell: Es un encantador y atrevido británico con un gusto por el peligro y un amplio conocimiento de las armas de fuego. Criado en East London, Mac era un delincuente de 19 años de edad, con un futuro incierto cuando Evan Cross le ofreció la oportunidad de venir a Vancouver y trabajar para él. Es solo después de que ha asignado al Grupo de Proyectos Especiales y se enfrentó con el manejo de las incursiones de dinosaurios que Mac se siente que ha encontrado su lugar en el mundo.
- Crystal Lowe como Toby Nance: Es la mano derecha de Evan en el laboratorio, la niña prodigio responsable de la construcción de los aparatos que ayudan al equipo a encontrar y entender las anomalías. Toda una vida fue demasiado inteligente para la sala ha dejado Toby impaciente con cualquier cosa, pero la excelencia, pero por debajo de la superficie sarcástico encuentra un amigo muy leal. A Toby le encanta tener esa ciencia de vanguardia para trabajar y vislumbrar un mundo más allá de lo que otros saben. Incluso si esto puede ser a veces aterrador.
- Miranda Frigon como Angelika Finch: Trabaja para Evan en Cross Photonics, y es la directora financiera.
- Geoff Gustafson como Teniente Ken Leeds: Sirve a la Real Fuerza Aérea Canadiense, es el funcionario y el jefe del gobierno en el Proyecto Magneto.

## Criaturas de la serie
- Albertosaurus
- Utahraptor
- Pteranodon
- Titanis Walleri
- Ornitholestes
- Escarabajo volador del Jurásico
- Daemonosaurus
- Titanoboa
- Brontoscorpio
- Libélula sin clasificar (Posiblemente Meganeura)(No sale viva)
- Lycaenops
- Triceratops
- Pachycephalosaurus

## Cancelación
El 21 de febrero de 2013, The Hollywood Reporte, informó que Primeval: New World había sido cancelada después de una temporada. Las calificaciones bajas para una serie, causaron problemas y se decidió no renovar la serie para una segunda temporada.